# Pëtr Michajlovič Volkonskij
Pëtr Michajlovič Volkonskij (in russo Пётр Миха́йлович Волко́нский?) (San Pietroburgo, 6 maggio 1776 – San Pietroburgo, 8 settembre 1852) è stato un generale russo.

## Biografia
Pëtr Michajlovič era il figlio del principe Michail Petrovič Volkonskij, e di sua moglie, Elizaveta Petrovna Makulova, figlia dell'architetto Pëtr Vasil'evič Makulov. I suoi padrini di battesimo erano suo nonno, Pëtr Vasil'evič Volkonskij, e Tat'jana Gavrilovna Zamatnina. Era il nipote di Dmitrij Petrovič Volkonskij.

## Carriera
Partecipò al complotto per togliere Paolo I dal trono. Nominato nel 1797 aiutante del granduca Aleksandr Pavlovič, il principe Volkonskij, poco dopo l'ascesa al trono di Alessandro I, entrò a far parte della Cancelleria del quartier generale imperiale, in cui era concentrato in quel momento tutto il controllo delle forze militari dello stato.
Durante la guerra del 1805, il principe Volkonskiji era un generale in servizio, prima nell'esercito di Buksgevden, poi nell'esercito di Kutuzov. Si distinse nella battaglia di Austerlitz. Dopo la pace di Tilsit, fu inviato in Francia per studiare la struttura dell'esercito francese e il suo stato maggiore; al ritorno da un viaggio d'affari nel 1810, fu nominato direttore della suite di sua maestà imperiale per il quartiermastro.
Il principe Volkonskij può essere considerato il fondatore dello Stato maggiore russo. Durante la guerra patriottica del 1812, il principe Volkonsky consigliò all'imperatore Alessandro I al ritiro delle truppe russe dall'accampamento fortificato vicino a Drissa.
Nella campagna del 1813 e del 1814 fu promosso al grado di maggiore. Alla fine della guerra, nell'agosto 1814, si recò con lo zar a Vienna, e quando le riunioni del congresso furono interrotte dalla notizia della fuga di Napoleone dall'isola d'Elba, al principe Volkonskij furono affidati gli incarichi per mobilitare l'esercito russo dalla Vistola al Reno. Al suo ritorno a San Pietroburgo, fu nominato capo dello stato maggiore (1815-1823) e direttore del deposito topografico militare.
Molto unito a suo cognato, il principe Sergej Grigor'evič Volkonskij, permise a Volkonskij di venire a conoscenza di alcuni piani della Società del Sud. All'inizio del 1823 diede le dimissioni da capo dello stato maggiore dopo una lite con il ministro della guerra, Aleksej Andreevič Arakčeev.
Dal dicembre 1824 al luglio 1825 fu ambasciatore straordinario a Parigi dove assistette all'incoronazione di Carlo X di Francia. Nel settembre 1825 accompagnò l'imperatrice Elizaveta Alekseevna a Taganrog; fu presente alla morte di Alessandro I (19 novembre 1825) e incaricato di tutti i preparativi e gli ordini per l'invio della sua salma a San Pietroburgo, incarico che ricoprì anche per la morte dell'imperatrice.
Il 22 agosto 1826 fu nominato ministro della corte e dei beni imperiali e amministratore del gabinetto dell'imperatore. Con decreto imperiale del 30 agosto 1834, Volkonskij ottenne, con i suoi discendenti, il trattamento di Altezza Serenissima dovuto per i servizi resi durante il regno di suo fratello e nel 1843 fu nominato cancelliere degli ordini imperiali e reali dalla Russia e dalla Polonia. Il 27 agosto 1837 fu nominato ispettore generale di tutte le truppe di riserva. Il 6 dicembre 1850 fu nominato Feldmaresciallo.

## Matrimonio
Sposò, il 5 ottobre 1802, la principessa Sof'ja Grigor'evna Volkonskaja (1785-1868), figlia del generale di cavalleria il principe Grigorij Semënovič Volkonskij. Ebbero quattro figli:
- Nikolaj Petrovič (28 aprile 1803-1803);
- Aleksandra Petrovna (7 giugno 1804—1º luglio 1859), sposò Pavel Dmitrievič Durnovo, ebbero due figli;
- Dmitrij Petrovič (3 ottobre 1805-1859), sposò Marija Petrovna Kikina;
- Grigorij Petrovič (1808-1882), sposò la contessa Marija Aleksandrovna Benckendorff.

Secondo i suoi contemporanei, il principe Volkonskij sarebbe stato omosessuale. In effetti, Aleksandra Osipovna Rosset scrive che Volkonskij "aveva gusti contro natura, si era semplicemente innamorato di Wittgenstein, ma niente a parte questo era riprovevole".